# Галкинське сільське поселення (Шилкинський район)
Га́лкинське сільське поселення (рос. Галкинское сельское поселение) — сільське поселення у складі Шилкинського району Забайкальського краю Росії.
Адміністративний центр — село Галкино.

## Історія
2013 року було утворено село Нижнє Галкино шляхом виділення зі складу села Галкино.

## Населення
Населення сільського поселення становить 1044 особи (2019; 1164 у 2010, 1151 у 2002).

## Склад
До складу сільського поселення входять:
| Населений пункт     | Населення, осіб (2002) | Населення, осіб (2010) |
| ------------------- | ---------------------- | ---------------------- |
| Галкино, село       | 624                    | 624                    |
| Зубарево, село      | 240                    | 250                    |
| Нижнє Галкино, село | -                      | -                      |
| Саввино, село       | 287                    | 290                    |